# サバーブ
サバーブ（英: suburb）は、オーストラリアやニュージーランドで用いられている、ひとつの都市をさらに細分化した行政区画の単位。「日本の○○市の中の△△町に相当」するもの、「町名」、「まち」などと説明される。オーストラリアの場合、住居表示に地方自治体ないし地方行政区画 (LGA) の名称を記載することはなく、「番地、街路名、サバーブ、州/準州」のように記載するのが一般的である。
サバーブは、一般的には都市の郊外を意味し、住宅地などを想起させる英語であるが、行政区画としてのサバーブは、都心部の業務地区、商業地区などにも適用される。ただしサバーブは、もっぱら都市部において用いられる用語であり、人口希薄な地域においては、同様に地方自治の単位をさらに細分化した行政区画をローカリティ (locality) と称する。この意味でのサバーブとローカリティは、ガゼッテッド・ローカリティーズ (Gazetted Localities) と総称され、1996年以来、領域の確定など整備が進められてきた。
サバーブは、地方自治の単位となっている地方政府の領域を区分した行政区画の単位であり、それ自体は法的な自治体ではない。

## 大都市圏内の区分としての「suburbs」
シドニーなどの大都市圏では、圏域を分割した呼称として「suburbs」を用いることがあり、例えば、「Eastern Suburbs」が慣用的な区域名として用いられていることがある。この「suburbs」は複数形であり、「サバーブの集まり」といった意味であるが、日本語では「イースタン・サバーブ」などと表記することがよくあり、誤って単数形で「Eastern Suburb」として区域が言及されることもある。